# Antonio Knauth
Antonio Knauth (* 2. Dezember 1855 in Leipzig; † 3. Dezember 1915 in Bolton, New York) war ein deutsch-amerikanischer Rechtsanwalt und Manager. Er war Partner in der auf Patentrecht spezialisierten New Yorker Anwaltskanzlei Briesen, Steele & Knauth, als deren Vertreter er in mehreren einschlägigen Fällen vor dem U.S. Supreme Court auftrat. Als Großaktionär war er Mitinhaber des von seinem Vater 1852 gegründeten Bankhauses Knauth, Nachod & Kühne mit Niederlassungen in Leipzig und New York. Für ebendieses war er auch bis zu seinem Tode als Syndikusanwalt tätig. Darüber hinaus war er u. a. Vizepräsident der börsennotierten New Jerseyer Kammgarnspinnerei Botany Worsted Mills. Antonio Knauth war auch vielseitig gesellschaftlich engagiert, so als Präsident der Germanistic Society of America an der Columbia University in New York.

## Leben

### Sächsische Herkunft

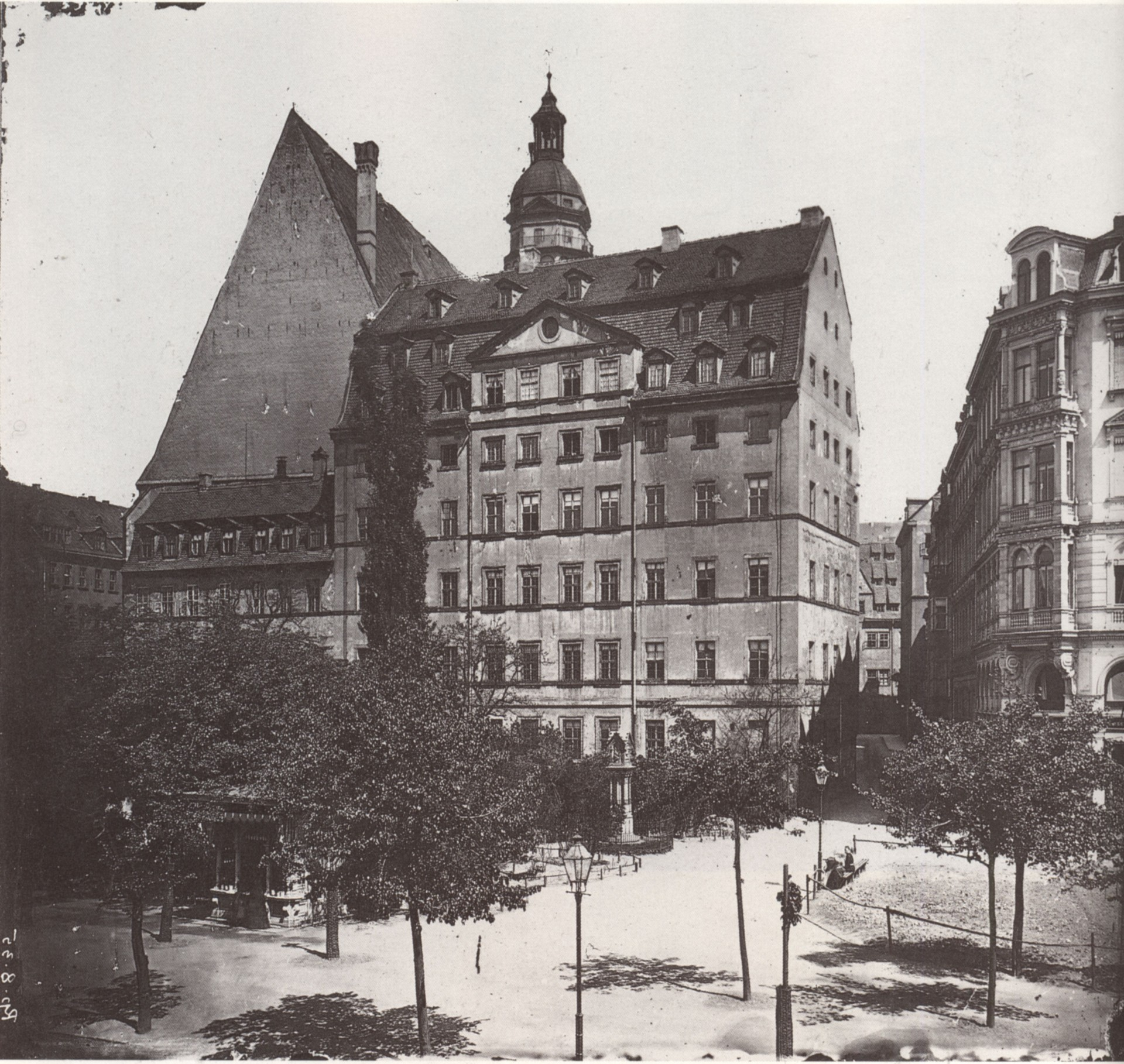
Alte Thomasschule am Thomaskirchhof in Leipzig (vor 1885)

Antonio Knauth entstammte einer wohlhabenden sächsisch-lutherischen Kaufmannsfamilie. Er wurde 1855 als dritter Sohn des Gohliser Bankiers Franz Theodor Knauth (1803–1874), der langjähriger großherzoglich Badischer, Granadischer und US-amerikanischer Honorarkonsul in Leipzig war, und dessen zweiter Frau Fanny Elisabeth Knauth (1828–1907) geborene Steyer in Leipzig geboren. Sein Vater war 1852 Mitbegründer und ab diesem Zeitpunkt Mitinhaber des angesehenen internationalen Bankhauses Knauth, Nachod & Kühne mit Vertretungen in Leipzig und New York City.
Antonio Knauth wuchs mit seinen sieben Geschwistern in einer gut bürgerlichen Umgebung auf und besuchte bis 1876 unter dem Rektor Friedrich August Eckstein die alte humanistische Thomasschule zu Leipzig am Thomaskirchhof. Nach dem Abitur begann er zunächst ein Studium der Rechtswissenschaften und der Philosophie an der Universität Leipzig, welches er später an der Friedrich-Wilhelms-Universität zu Berlin fortsetzen sollte.

### Neuanfang in den USA

#### Jurastudium in New York
Nach dem Tod des Vaters 1875 wanderten seine Brüder in die USA aus, um sich ein neues Leben aufzubauen. Im Jahr 1877 folgte er mit Unterstützung der Brüder und den amerikanischen Geschäftspartnern in den US-Bundesstaat New York. Er studierte Rechtswissenschaften (Common Law) an der renommierten Law School der Columbia-Universität in der Stadt New York. Er erwarb zwei Jahre später 1879 einen Bachelor of Laws (LL.B.). Unter dem ebenfalls deutschstämmigen ehemaligen Gouverneur von Wisconsin Edward Salomon (Republikaner) arbeitete er nach seinem Studium als wissenschaftlicher Mitarbeiter (Law Clerk) in New York City. Nach fünf Jahren Aufenthalt in den USA wurde ihm 1882 die US-amerikanische Staatsbürgerschaft verliehen. Im Anschluss an sein bestandenes New York State Bar Exam bewarb er sich 1882 um Aufnahme in die New York City Bar Association und wurde damit schließlich 1883 als Rechtsanwalt zugelassen.

#### Management- und Syndikustätigkeit
Für das Bankhaus Knauth, Nachod & Kühne, an dem er nach dem Tod des Vaters die größten Anteile hielt, wurde er als Syndikusanwalt tätig und vertrat das Kreditinstitut in den USA. Die Bank war für das Königreich Sachsen ein wichtiger Faktor im In- und Exporthandel mit Nordamerika. Ab 1895 wurde Knauth, Nachod & Kühne am New York Stock Exchange gelistet. Ihre New Yorker Niederlassung war zuletzt am Broadway 120 (Broad Exchange Building) unweit von der Wall Street. Das Leipziger Bankhaus befand sich am Rathausring 13 (heute: Martin-Luther-Ring).
Darüber hinaus war er durch seine vielfältigen deutschen und US-amerikanischen Kontakte unternehmerisch tätig. Er war Präsident des Textilunternehmens Vigilant Mills Co. in Frankford, Pennsylvania sowie Vizepräsident der Regina Co., einem aus Leipzig stammenden Hersteller mechanischer Musikinstrumente, in Rahway, New Jersey, und der Textilfabrik Botany Worsted Mills, einer Unternehmenstochter der Leipziger Kammgarnspinnerei Stöhr & Co., in Passaic, New Jersey. Letztere entwickelte sich zu einer der größten Kammgarnspinnereien der USA.

#### Kanzleigründung in New York

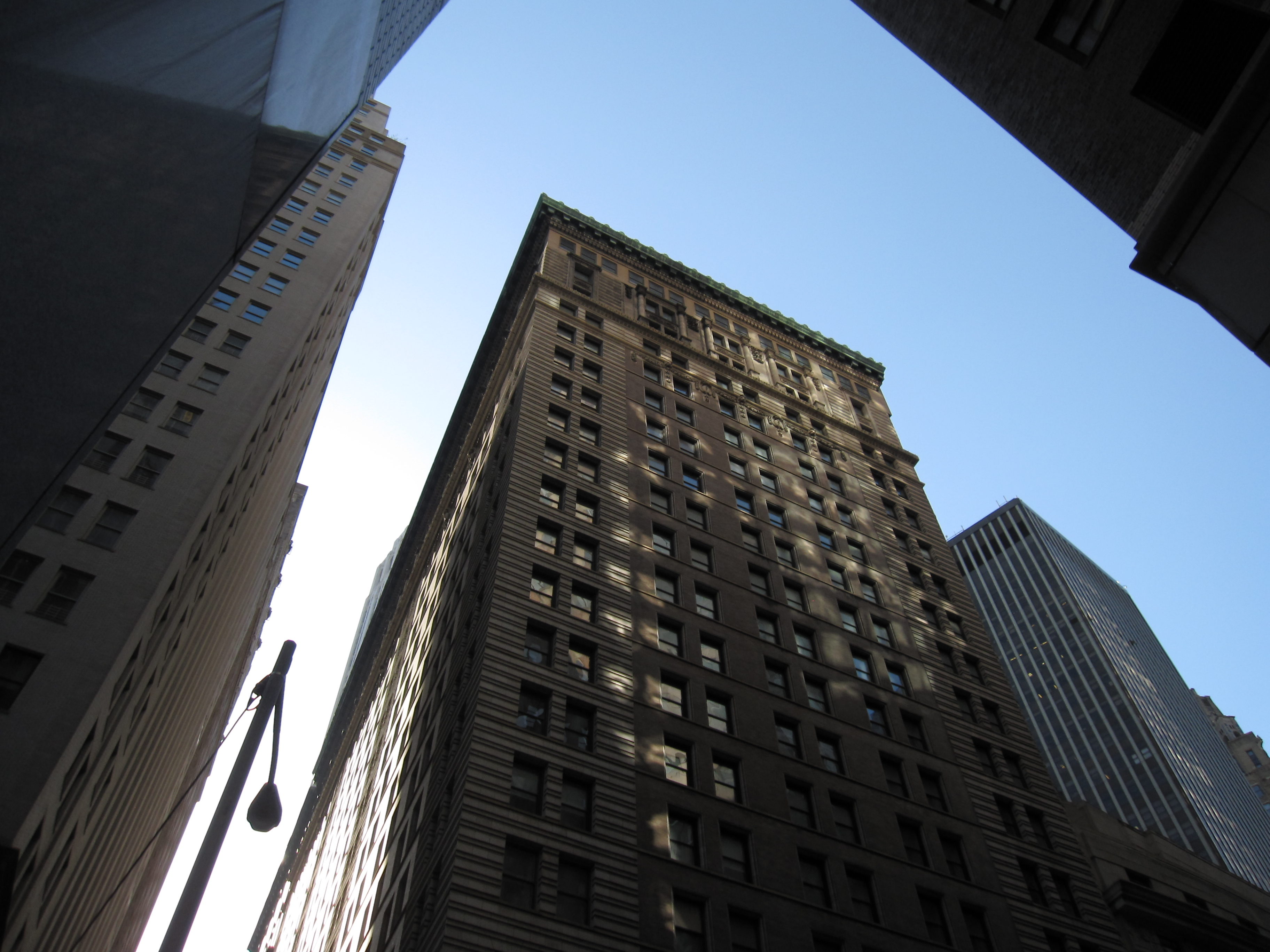
Ehemalige Büroräume der Anwaltskanzlei Briesen, Steele & Knauth im Broad Exchange Building in der Broad Street 25 in New York (2010)

Im Jahr 1886 trat Knauth der Anwaltskanzlei Briesen & Steele in New York City bei, die sich fortan Briesen, Steele & Knauth nannte. Seine Partner waren die bekannten Rechtsanwälte Arthur von Briesen, selbst ein deutscher Einwanderer, und Sanford H. Steele. Nach der Pensionierung von Steele wurde die Sozietät von 1888 bis 1915 unter dem Namen Briesen & Knauth und ab 1915 als Briesen & Schrenk weitergeführt. Die im Financial District von Manhattan gelegene Sozietät avancierte zur Jahrhundertwende zu einer der führenden Kanzleien für Patentrecht in den Vereinigten Staaten. Zu den zahlreichen internationalen Klienten, darunter Privatpersonen und Unternehmen, zählten u. a. die italienische Erfinderin und Reformpädagogin Maria Montessori, die Witwe des k.u.k. Hoflieferanten Andreas Saxlehner und der deutsche Foto-Kaufmann Emil Werckmeister.
Antonio Knauth wurde nach dreijähriger Tätigkeit als Anwalt bei den New Yorker State Courts für die Bundesbezirksgerichte (United States District Court) und -berufungsgerichte (United States Court of Appeals) in den Staaten New York und New Jersey sowie im Hauptstadtdistrikt Columbia zugelassen. Darüber hinaus bewarb er sich erfolgreich für eine gesonderte Zulassung vor dem Obersten Gerichtshof der Vereinigten Staaten, dem U.S. Supreme Court in Washington D.C. Er verhandelte u. a. folgende immaterialgüterrechtlichen Fälle:
- Saxlehner v. Nielsen, 179 U.S. 43 (1900)
- Saxlehner v. Eisner & Mendelson Co., 179 U.S. 19 (1900)
- American Tobacco Co. v. Werckmeister, 207 U.S. 284 (1907)
- Saxlehner v. Wagner, 216 U.S. 375 (1910)
- American Lithographic Co. v. Werckmeister, 221 U.S. 603 (1911)
- Henry v. A. B. Dick Co., 224 U.S. 1 (1912)
- J. G. Brill Co. v. Bemis Car Box Co., 236 U.S. 614 (1913)

Die Fälle American Tobacco Co. v. Werckmeister, Saxlehner v. Wagner, American Lithographic Co. v. Werckmeister und Henry v. A. B. Dick Co. gehörten zu den Grundsatzentscheidungen zum Geistigen Eigentum (Kunst-, Marken-, Urheber- und Kartellrecht) des U.S. Supreme Courts.
Er war neben seiner Mitgliedschaft bei der New York City Bar Association auch in den Rechtsanwaltskammern American Bar Association und New York County Lawyers’ Association vertreten sowie Mitglied des New York Law Institute, der New York Library Association und der Dwight Alumni Association der Columbia University. Außerdem verfasste er mehrere Aufsätze für deutsche juristische Fachzeitschriften.

#### Zivilgesellschaftliches Engagement
Knauth engagierte sich auf Anregung seines älteren Bruders Percival vielseitig im öffentlichen Leben von New York. Er war u. a. langjähriges Mitglied der Bürgerrechtsbewegung Citizens Union, welche die politische Seilschaft Tammany Hall der Demokratischen Partei in New York City kritisierte und Reformkandidaten unterstützte. Außerdem war er Schatzmeister des zur Anti-Korruptions-Bewegung gehörenden Good Government Clubs im 19. New Yorker Distrikt der New York State Assembly. Er verstand sich als nicht parteipolitischer Independent (weder Demokrat noch Republikaner).
Knauth war zudem von 1913 bis 1915 Präsident der Germanistic Society of America, die dem Deutschen Haus der Columbia University in New York angegliedert ist und bis heute den kulturellen Austausch zwischen den USA und Deutschland fördert. Sein Nachfolger wurde Abraham Jacobi. Zudem war er Treuhänder (Trustee) der Kinderbetreuungseinrichtung Riverside Day Nursery in New York City und Direktor des Germanic Museums an der Harvard University in Cambridge, Massachusetts.
Antonio Knauth war mit New Yorker Persönlichkeiten wie Gustav Kobbé, William C. Baird und Leon Lewenberg Mitglied in der angesehenen Künstlervereinigung Tile Club. Als Amateur-Cellist trat er in New York auf. Außerdem war er ein begeisterter Schach- und Bowlingspieler.

### Familie

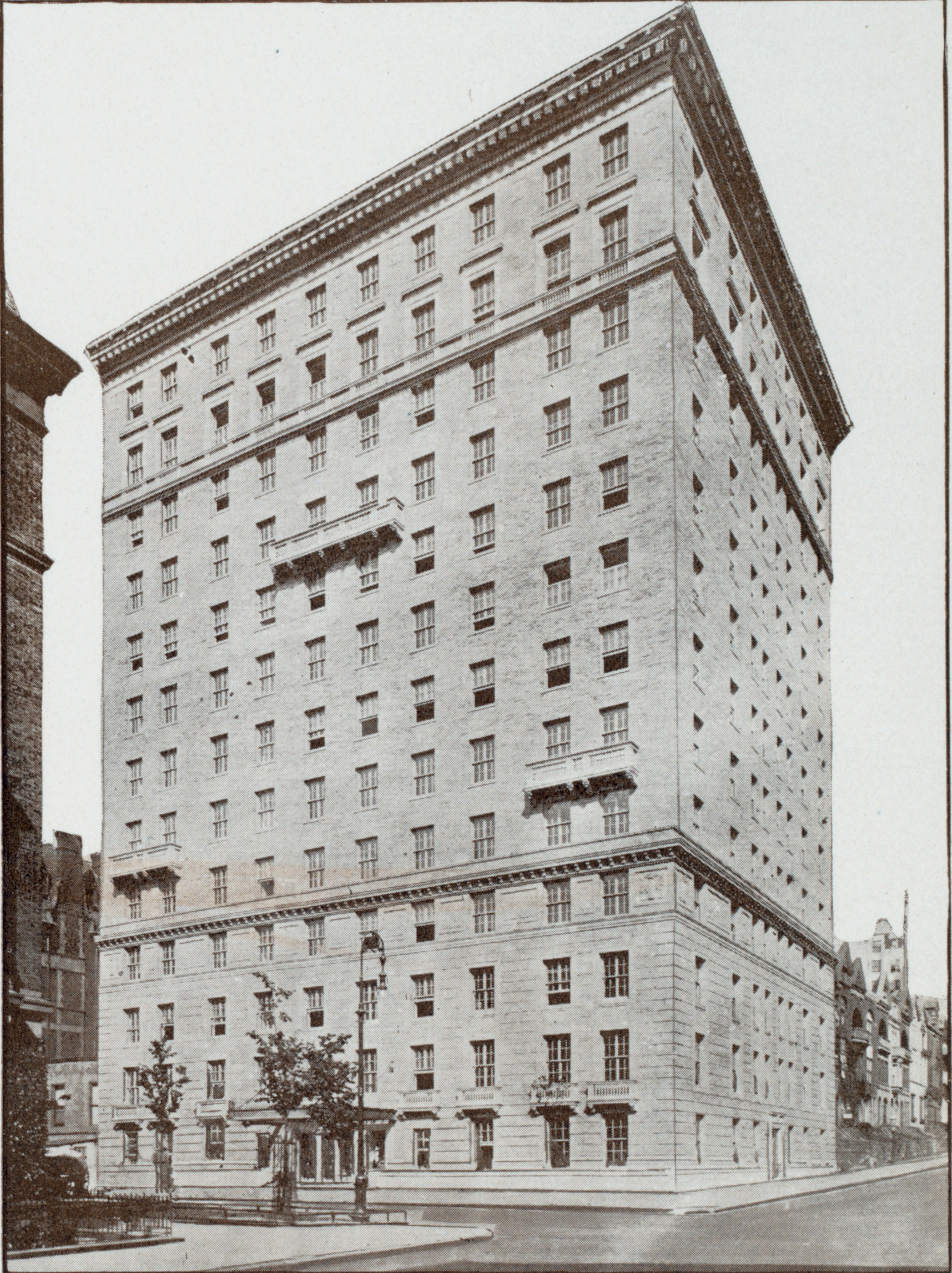
Wohnung der Knauths in der West End Avenue 246 in New York (1913)

Ab 1884 war Antonio Knauth mit Elise Ribbius Peletier aus dem niederländischen Utrecht verheiratet, die aber 1886 kinderlos verstarb. Eine zweite Ehe wurde für ihn durch seine Familie mit der deutlich jüngeren Else Magdalene Uhlich (1868–1957) aus Chemnitz arrangiert, die er 1893 ehelichte. Mit ihr hatte er fünf Kinder: Ilse (geb. 1894), Susanne (1895–1985), Ursula (geb. 1899), Berthold (geb. 1905) und Johannes Peter (geb. 1907). Seine Tochter Susanne Katherina Knauth, die eine angesehene Philosophin wurde, ehelichte den Harvard-Historiker William L. Langer. In ihrer Jugend brachte ihr Antonio Knauth Violoncello und Klavier bei und unterrichtete sie zeitweise zu Hause, obwohl er eine höhere Bildung für Frauen ablehnte. Damit legte er den Grundstein für den späteren akademischen Erfolg seiner Tochter.
Weitere Persönlichkeiten des öffentlichen Lebens gehörten zu seiner weitverzweigten Familie: sein Bruder Percival Knauth (1851–1900) war ebenfalls Bankier und sein Schwager Henry Pickering Bowditch lehrte als Physiologe in Harvard. Sein Neffe Oswald Whitman Knauth, ein Ökonom und Unternehmer, war Mitbegründer der größten wirtschaftswissenschaftlichen Forschungseinrichtung in den USA, des National Bureau of Economic Research in Cambridge, Massachusetts.
Knauth beherrschte neben seiner Muttersprache und Englisch auch Französisch, Spanisch und Italienisch. Er lebte mit seiner Familie in der noblen Upper West Side von Manhattan. Wenn seine Frau auf Reisen war, wohnte er im New York Reform Club in der Nähe seiner Anwaltskanzlei. Er verstarb 1915 nach langer schwerer Krankheit auf seiner Sommerresidenz am Lake George in Bolton Landing, New York. Die Trauerfeier fand einen Tag später in der episkopalen St. Michael’s Church in New York statt. Er hinterließ eine umfangreiche private Korrespondenz, die von seinen Nachkommen mittlerweile digitalisiert wurde.

## Veröffentlichungen
- Ueber die Rechtskraft deutscher Urteile in den Vereinigten Staaten mit besonderer Berücksichtigung des Staates New York. In: Rheinische Zeitschrift für Zivil- und Prozessrecht 1 (1909), S. 93 ff.

### Lexika, Hand- und Jahrbücher
- Charles E. Fitch: Encyclopedia of Biography of New York. A Life Record of Men and Women Whose Sterling Character and Energy and Industry Have Made Them Preëminent in Their Own and Many Other States. Band 5, American Historic Society, New York 1916, S. 329.
- Nelson Greene: History of the Valley of the Hudson. River of Destiny, 1609–1930. Band 4, S. J. Clarke Publishing Company, Hudson River Valley 1931, S. 264.
- Lewis R. Hamersly, John W. Leonard, Frank R. Holmes: Who’s Who in New York City and State. Band 4, L. R. Hamersly Company, New York 1909, S. 790 (PDF 4.22kB, abgerufen am 25. März 2013).
- Otto Sprengler: Das deutsche Element der Stadt New York. Biographisches Jahrbuch der Deutsch-Amerikaner New Yorks und Umgebung. Sprengler, New York 1913, S. 158.
- The Association of the Bar of the City of New York (Hrsg.): Yearbook. Eigenverlag, New York 1917, S. 179 f.
- James T. White: The National Cyclopædia of American Biography. Being the History of the United States as Illustrated in the Lives of the Founders, Builders, and Defenders of the Republic, and of the Men and Women who are Doing the Work and Moulding the Thought of the Present Time. Band 26, J. T. White, New York 1937, S. 413.

### Genealogische Sammlung
- Ted Huthsteiner: Uhlrich-Knauth Lettres, 1883–1951. [Korrespondenz der Familie Knauth]. Huthsteiner Genealogy, Honeoye 2007, S. 21 (PDF 610kB abgerufen am 1. April 2013).
- Ted Huthsteiner: Modified Register for Petrus von Knauth. [Stammbaum der Familie Knauth]. Huthsteiner Genealogy, Honeoye 2012, S. 21 (Knauth. (PDF; 133,55 kB) Ehemals im Original (nicht mehr online verfügbar); abgerufen am 1. April 2013. (Seite nicht mehr abrufbar. Suche in Webarchiven))
- Theodore W. Knauth: A Banking Retrospect. [Geschichte des Bankhauses der Familie Knauth]. Huthsteiner Genealogy, Zürich 1959, S. 6 (PDF 396,05 kB (Memento vom 11. Januar 2014 im Internet Archive), abgerufen am 1. April 2013).